# Alive (album Big Bangu)
ALIVE – czwarty japoński album studyjny południowokoreańskiej grupy Big Bang, wydany 28 marca 2012 roku przez wytwórnię YGEX, partnerstwo między koreańską agencją YG Entertainment z japońską wytwórnią Avex Trax.
Album ukazał się w pięciu edycjach: regularnej CD (Type A), dwóch CD+DVD (Type B i Type C), CD+2DVD+Photobook (Type D) oraz Type E (dostępnej jedynie na stronie HMV Japan). Osiągnął 3 pozycję w rankingu Oricon i pozostawał na liście przez 92 tygodnie. Sprzedał się w nakładzie 214 614 egzemplarzy i zdobył status złotej płyty.
Album został poszerzony o kilka utworów i wydany ponownie 20 czerwca pod tytułem ALIVE -MONSTER EDITION-. Ukazał się w trzech edycjach: regularnej CD, CD+DVD i limitowanej „CD+DVD+T-Shirt” razem z T-shirtem. Sprzedał się w nakładzie 70 784 egzemplarzy.

## Lista utworów

### ALIVE
| CD                    |                                                                 |                                                                 |                                                                 |                                                                 |      |
| Nr                    | Tytuł                                                           | Słowa                                                           | Kompozycja                                                      | Aranżacja                                                       | Czas |
| 1.                    | „Intro (ALIVE)”                                                 | G-Dragon, Teddy, T.O.P                                          | Dee.P, G-Dragon, Teddy                                          | Teddy                                                           | 0:48 |
| 2.                    | „Fantastic Baby” (wer. japońska)                                | G-Dragon, Verbal                                                | G-Dragon, Teddy                                                 | Teddy                                                           | 3:52 |
| 3.                    | „Blue” (wer. japońska)                                          | G-Dragon                                                        | G-Dragon, Choice37                                              | Teddy                                                           | 3:54 |
| 4.                    | „Love Dust”                                                     | G-Dragon, Teddy, T.O.P                                          | G-Dragon, Teddy                                                 | Teddy                                                           | 3:52 |
| 5.                    | „Feeling” (wer. japońska)                                       | G-Dragon                                                        | Boys Noize, G-Dragon                                            | Boys Noize                                                      | 3:34 |
| 6.                    | „Ain't No Fun”                                                  | G-Dragon, T.O.P                                                 | G-Dragon, DJ Murf, Peejay                                       | DJ Murf, Peejay                                                 | 3:42 |
| 7.                    | „Bad Boy” (wer. japońska)                                       | G-Dragon                                                        | G-Dragon, Choice 37                                             | Choice37                                                        | 3:58 |
| 8.                    | „Ego” (wer. japońska)                                           | T.O.P, G-Dragon                                                 | G-Dragon, Kang Wook-jin, Ham Seung-cheon                        | Kang Wook-jin, Ham Seung-cheon                                  | 3:26 |
| 9.                    | „Wings” (D-Lite solo)                                           | G-Dragon, Daesung                                               | G-Dragon, Choi Pil-kang                                         | Choi Pil-kang                                                   | 3:43 |
| 10.                   | „Haru Haru” (wer. japońska; bonus)                              | Shikata, iNoZzi, G-Dragon, Fujibayashi Seiko                    | G-Dragon, Daishi Dance                                          | Daishi Dance                                                    | 4:17 |
| DVD (Type B i Type D) |                                                                 |                                                                 |                                                                 |                                                                 |      |
| Nr                    | Tytuł                                                           | Tytuł                                                           | Tytuł                                                           | Tytuł                                                           | Czas |
| 1.                    | „Fantastic Baby -Ver. 0-” Music Video                           | „Fantastic Baby -Ver. 0-” Music Video                           | „Fantastic Baby -Ver. 0-” Music Video                           | „Fantastic Baby -Ver. 0-” Music Video                           |      |
| 2.                    | „Blue” Music Video                                              | „Blue” Music Video                                              | „Blue” Music Video                                              | „Blue” Music Video                                              |      |
| 3.                    | „Bad Boy” Music Video                                           | „Bad Boy” Music Video                                           | „Bad Boy” Music Video                                           | „Bad Boy” Music Video                                           |      |
| 4.                    | „BIGBANG is Back” (TV Advertisement)                            | „BIGBANG is Back” (TV Advertisement)                            | „BIGBANG is Back” (TV Advertisement)                            | „BIGBANG is Back” (TV Advertisement)                            |      |
| DVD (Type C i Type D) |                                                                 |                                                                 |                                                                 |                                                                 |      |
| Nr                    | Tytuł                                                           | Tytuł                                                           | Tytuł                                                           | Tytuł                                                           | Czas |
| 1.                    | Making of „Alive” (Recording & Photo Shooting)                  | Making of „Alive” (Recording & Photo Shooting)                  | Making of „Alive” (Recording & Photo Shooting)                  | Making of „Alive” (Recording & Photo Shooting)                  |      |
| 2.                    | Making of „Fantastic Baby” (Music video)                        | Making of „Fantastic Baby” (Music video)                        | Making of „Fantastic Baby” (Music video)                        | Making of „Fantastic Baby” (Music video)                        |      |
| 3.                    | Making of „Blue” (Music video)                                  | Making of „Blue” (Music video)                                  | Making of „Blue” (Music video)                                  | Making of „Blue” (Music video)                                  |      |
| 4.                    | Making of „Bad Boy” (Music video)                               | Making of „Bad Boy” (Music video)                               | Making of „Bad Boy” (Music video)                               | Making of „Bad Boy” (Music video)                               |      |
| 5.                    | „BIGBANG is Back” Interview                                     | „BIGBANG is Back” Interview                                     | „BIGBANG is Back” Interview                                     | „BIGBANG is Back” Interview                                     |      |
| 6.                    | Backstage of „2012 YG Family Concert in Japan” (jedynie Type E) | Backstage of „2012 YG Family Concert in Japan” (jedynie Type E) | Backstage of „2012 YG Family Concert in Japan” (jedynie Type E) | Backstage of „2012 YG Family Concert in Japan” (jedynie Type E) |      |

### ALIVE -MONSTER EDITION-
| CD  |                       |      |
| Nr  | Tytuł                 | Czas |
| 1.  | „Still Alive”         | 3:18 |
| 2.  | „Monster”             | 4:38 |
| 3.  | „Fantastic Baby”      | 3:50 |
| 4.  | „Blue”                | 3:59 |
| 5.  | „Love Dust”           | 3:51 |
| 6.  | „Feeling”             | 3:33 |
| 7.  | „Ain't No Fun”        | 3:43 |
| 8.  | „Bad Boy”             | 3:55 |
| 9.  | „Ego”                 | 3:25 |
| 10. | „Wings” (D-Lite solo) | 3:43 |
| 11. | „Bingle Bingle”       | 3:00 |
| 12. | „Haru Haru” (bonus)   | 4:16 |

## Notowania
ALIVE
| Lista                      | Najwyższa pozycja |
| -------------------------- | ----------------- |
| Oricon Daily Album Chart   | 2                 |
| Oricon Weekly Album Chart  | 3                 |
| Oricon Monthly Album Chart | 7                 |
| Oricon Yearly Album Chart  | 31                |